# Hubert Minnis
Hubert Alexander Minnis (n. 17 d'abril de 1954) és un metge i polític bahamien. És Primer Ministre de les Bahames des de l'11 de maig de 2017.
Hubert Minnis ha nascut a Bany Town, sobre l'illa de Nova Providència. Segueix els seus estudis secundaris als Bahamas abans de freqüentar la Universitat de Minnesota, a continuació obté el seu doctorat de medicina de la Universitat de les Indes occidentals i la seva especialitat en ginecologia a Anglaterra l'any 1985. Serveix llavors com metge a continuació cap de servei a l'hospital Princesa Margaret de Nassau. Es va invertir també molt a les associacions professionals mèdiques de les Bahamas.
l'any 2007, ha elegit per a la primera al Parlament sota l'etiqueta del Moviment nacional lliure (FNM) i esdevé ministre de la Salut del govern d'Hubert Ingraham. Després de la derrota del FNM l'any 2012 i la dimissió de Ingraham de la seva plaça de diputat i de líder del partit, esdevé el nou cap del FNM i cap de l'oposició. El seu autoritat és no obstant això molt discutida i en desembre 2016, dels membres del FNM demanen a la governadora general, Marguerite Pindling, de nomenar Loretta Butler-Turner com cap de l'oposició.
No obstant això, els partidaris de Minnis al si del partit porten una activa política de reconquesta i els oponents interns han obligat de presentar-se sense l'etiqueta del Partit. El FNM assoleix àmpliament les eleccions legislatives de 2017 i Minnis esdevé primer ministre l'11 de maig.